# 無燃料重量
無燃料重量（むねんりょうじゅうりょう、Zero-fuel Weight, ZFW）とは、航空機において離陸重量から搭載されている燃料の重量を差し引いたもの。零燃料重量（れいねんりょうじゅうりょう）とも言う。

## 概要
航空機が飛行中の揚力は専ら主翼によって得られるが、胴体部分の重量を主翼の揚力で支えることになるため、主翼付け根部分（翼胴接合部）にはせん断応力と曲げモーメントが働く。長距離を飛行する航空機では離陸時における搭載燃料の重量が総重量の三分の一もしくはそれ以上に及ぶ。この燃料を、主翼内に搭載するのと胴体内に搭載するのでは、総重量は同じでも飛行中に翼胴接合部に生ずる力が異なることになり、後者の方がはるかに大きい。このためほとんどの飛行機では燃料は主翼内に搭載される。この場合、燃料は飛行するにしたがって減少し、主翼を押し下げる力も減少するが、機体重量が軽くなることにより必要とされる主翼の揚力も減少するので相殺され、主翼付け根に生ずる曲げモーメントは燃料が減少したとしても変化しない。主翼付け根の強度は無燃料重量を基に計算・設計されるため、搭載可能なペイロードや燃料重量が制限される。
たとえば国際線旅客用 ボーイング747-400 では、その最大離陸重量（およそ 400 トン）から空虚重量（およそ 200 トン弱）を差し引くと 200 トンを越えるが、この値を上限としてペイロードと燃料重量を自由に組み合わせることができるというわけではない。ペイロード（胴体部重量）過剰の状態では、総重量が最大離陸重量機体強度を下回っていても主翼付け根に掛かる力が許容限度を超過してしまうため飛行はできない。このためペイロード単独に制限を設ける必要があり、これを仕様上では構造最大ペイロードなどと呼ぶ。自重（空虚重量）にペイロードを加えたものが無燃料重量として表記される。基本設計が旅客機と同じ貨物機の場合は、一般に翼胴接合部の構造が強化されており、これによって最大ペイロード（すなわち最大無燃料重量）が増加する。ただし、主としてエンジン出力で決定される最大離陸重量は変わらないので搭載できる燃料が限られる。貨物機では最大ペイロード状態での運航がほとんどであるため、燃料をフルタンクにすることができず、このことが旅客機に比べて航続距離が短い理由の一つとなっている。
比較的小型の航空機では、一般に機体強度が充分にあるため、最大無燃料重量は考慮されず、最大離陸重量のみに制限を受ける。